# Бережное (Брестская область)
Бережное (бел. Беражное) — агрогородок в Столинском районе Брестской области Беларуси. Административный центр Бережновского сельсовета.

## История
Известно с 1508 года, когда пинский и давид-городокский князь Федор Иванович Ярославич дал Бережное боярину Петру Петровичу Олеше. По смерти князя Федора Ивановича его владения перешли великогому князю, который дал их своей жене Бонне Сфорца. Королева Бона в 1524 году подтвердила боярину Петру Олеше обладание Бережным, Городком и Парканями. Род Олешей обладал Бережным, позже называемым Старым Бережным, на протяжении 13-ти поколений. После административной реформы 1565—1566 годов, в Брестском воеводстве.
После 2-го раздела Речи Посполитой (1793) в Минской губернии Российской империи. В 1884 году построена церковь Параскевы Пятницы.
12-м хозяином Старого Бережного был Цезарий Антоний Олеша (1820—1892), которое еще при жизни дал его своему младшему сыну Владиславу Олеше. В 1909 году Владислав продал бережновское имение Станиславу Радзивиллу, хозяину соседнего Давид-Городка.
По Рижскому мирному договору (1921) в составе Польши, в Столинской гмине Столинского уезда Полесского воеводства. С 1939 года в СССР.
Последней владелицей Старого Бережного была дочь Станислава Радзивилла, Анна де Майе.
В 2011 году деревня Бережное преобразована в агрогородок.

## Демография
- 2005 год — 2000 человек
- 2019 год — 1742 человек

## Достопримечательности
- Свято-Параскева-Пятницкая церковь

### Утраченное наследие
- Усадьба Олешей (кон. XVIII — нач. XIX в.)

## Известные уроженцы
- Шикунец Ольга Сильвестровна — работник сельского хозяйства, Герой Социалистического Труда